# Salaparuta Merlot riserva
Il Salaparuta Merlot riserva  è un vino a DOC che può essere prodotto nel comune di Salaparuta in provincia di Trapani.

## Vitigni con cui è consentito produrlo
- merlot minimo 85%,
- altri vitigni a bacca nera, non aromatici, idonei alla coltivazione per la provincia di Trapani, fino ad un massimo del 15%.

## Tecniche produttive
Il Salaparuta rosso riserva deve esser invecchiato per almeno due anni (a partire dal 1º novembre dell'anno di vendemmia) di cui almeno sei mesi in recipienti di legno

## Caratteristiche organolettiche
- colore: rosso rubino intenso con riflessi granata;
- profumo: etereo, caratteristico, intenso, speziato;
- sapore: asciutto, corposo, armonico, strutturato, caldo;

## Produzione
Provincia, stagione, volume in ettolitri